# 돌고래 플리퍼
돌고래 플리퍼는 EMTV에서 제작한 TV 애니메이션 시리즈이다. 1999년 9월 10일부터 2005년 2월 24일까지 세븐 네트워크에서 총 78화로 방영되었다.
대한민국에서는 2000년에 MBC에서 방영되었다.

## 등장인물
- 로파카
- 플리퍼
- 오티
- 레이
- 퍼피
- 덱터
- 서지
- 돌러스
- 놀라